# 足利基頼
足利 基頼（あしかが もとより）は、戦国時代の武将。2代古河公方・足利政氏の子。

## 略歴
足利政氏の子として誕生した。中根正人はその活動時期から、明応年間前半の生まれで永正10年（1513年）には既に元服していたと推定している。
父：政氏と兄・高基の対立では当初は政氏方として常陸国で活動していたが、永正13年（1516年）までには高基方に転じている。基頼は大掾忠幹や真壁家幹と結んで一時は行方郡方面にも出陣している。その後発生した高基・義明兄弟の対立、高基・晴氏父子の対立では一貫して高基派であったが、享禄4年（1531年）には、高基に敗れた後に房総半島で再起して「小弓公方」を称していた義明の傘下に入った。同年6月の段階では基頼は高基の下にあったが、晴氏の勝利が確実となった直後の8月には千葉勝胤と共に井田氏に出陣を促している。
その後、天文7年（1538年）になって足利義明は北条氏綱と戦うことになり、基頼もこれに従うが、第一次国府台合戦において義明と共に戦死した（「本土寺過去帳」）。享年は40歳前後と推定される。基頼の墓は下総国猿島郡若林村にあったとされるが、基頼が享禄4年（1531年）には若林に滞在していたこと、ある時期から若林が小弓公方の支配下に転じて、同家臣の堀江氏が入っていることが確認できることから、実際に基頼が若林を本拠地にしていた可能性が高いとみられている。